# Lamía
Lamía (griego Λαμία, Lamía) es una ciudad de Grecia, capital de la periferia de Grecia Central y de la unidad periférica de Ftiótide.

## Historia
La zona estuvo habitada desde el tercer milenio a. C.
En el periodo clásico, al igual que otras ciudades de la zona, sufrió los efectos de un terremoto ocurrido en 426 a. C. En algún momento de esa época debió convertirse en la capital de los malieos, como sugieren las inscripciones de algunas monedas de Lamía que contienen la palabra ΜΑΛΙΕΩΝ.
Es famosa por la guerra entre una coalición griega liderada por los atenienses contra Antípatro de Macedonia, en el año 323 a. C. A la muerte de Alejandro Magno, los atenienses alentaron una rebelión contra Macedonia. Antípatro fue derrotado al principio y se refugió en la ciudad de Lamía, donde fue asediado, por lo que a esta guerra se la llamó Guerra Lamiaca. En el asedio murió el estratego ateniense Leóstenes. Antípatro recibió socorro de Crátero y pudo retirarse al norte, y después con un ejército de 20.000 macedonios derrotó a los griegos aliados en la Batalla de Cranón (322 a. C.)
En 208 a. C., Filipo V de Macedonia derrotó a los etolios cerca de Lamía.
Lamía prosperó en el siglo III a. C. bajo hegemonía etolia, que llegó a su final cuando en 192 a. C., se sometió voluntariamente a Antíoco III Megas y al año siguiente (191 a. C.), fue asediada por Filipo V de Macedonia y los romanos; el asedio fue complicado y finalmente fue ocupada y saqueada por los romanos, bajo el mando de Manius Acilius Glabrio, en 190 a. C.
Durante el Imperio Bizantino, la ciudad fue llamada Zituni (Ζητουνι). En primer lugar, el nombre de Zitounion aparece en el octavo sínodo ecuménico, celebrado en 869. También figura el nombre con las siguientes variaciones: Zitounion, Zirtounion, Zitonion, Gipton y Situn, en la época de la ocupación franca. Situn, El Sito, durante la breve ocupación aragonesa; e Izdin durante la ocupación otomana.
Muchos historiadores han intentado explicar el origen del nombre. Algunas teorías sostienen que puede provenir de la palabra árabe Zeitun (=oliva); otras dicen que de la palabra eslava sitonion (=tierra al otro lado del río). Todas las teorías son discutibles. Más tarde fue renombrada como Lamía. 
Enfrente de la ciudad había un río que Estrabón denomina Aqueloo (no debe confundirse con el río del mismo nombre que desemboca en Etolia). El puerto de la ciudad se llamaba Fálara (Phalara, τὰ Φάλαρα) y es la actual Stylída.
Lamía empezó a formar parte del moderno Estado griego en 1832 mediante el Tratado de Constantinopla, convirtiéndose en una ciudad fronteriza (los límites llegaban hasta "Taratsa", junto a Lamía). Esta situación perduró hasta la anexión de Tesalia en 1881.

### El Kastro de Lamía
La antigua ciudad estaba situada en una colina fortificada, conocida como «Kastro». En ella se han realizado excavaciones que demuestran que el sitio fue habitado en la Edad del Bronce, desde el Heládico Antiguo II. Se ha encontrado material también del Heládico Medio y del Heládico Tardío. En particular, debió ser un asentamiento de cierta importancia durante el periodo micénico. También se distinguen fases de los periodos Clásico tardío, helenístico, bizantino y post-bizantino. También hay tumbas de los periodos protogeométrico y geométrico.
Con respecto a las murallas de fortificación que se han conservado, la más antigua sección data del siglo V a. C. pero la mayoría de las secciones son de periodos posteriores. En la época otomana se edificó una mezquita y en el siglo XIX se construyó un cuartel militar que es la sede, desde 1994, del Museo Arqueológico de Lamía.

## Ciudades hermanadas
Lamía está hermanada con las siguientes ciudades:
- Chioggia, Véneto, Italia.
- Pafos, Chipre.
- Rzeszów, Subcarpacia, Polonia.